# Chersodromia nigripennis
Chersodromia nigripennis är en tvåvingeart som beskrevs av Igor Shamshev och Patrick Grootaert 2005. Chersodromia nigripennis ingår i släktet Chersodromia och familjen puckeldansflugor.
Artens utbredningsområde är Singapore. Inga underarter finns listade i Catalogue of Life.